# صعود (بازی تاج‌وتخت)
«صعود» (انگلیسی: The Climb) قسمت ششم از فصل سومِ مجموعهٔ تلویزیونیِ خیال‌پردازانهٔ بازی تاج‌وتخت و قسمت ۲۶ از کلِ این سریال است.
فیلم‌نامه‌نویس‌های این قسمت دیوید بنیاف و دی. بی. وایس و کارگردان آن آلیک ساخارف است. این قسمت در ۵ مه ۲۰۱۳ منتشر شد. عنوان این سریال اشاره به تلاش جان اسنو و ایگریت برای صعود از دیوار بلند یخی دارد و همچنین اشاره است به گفتگوی میان پیتر بیلیش و واریس. این قسمت همچنین آخرین قسمتی از سریال است که اسمه بیانکو در آن حضور دارد.

## تولید
«صعود» ششمین قسمت این فصل است که توسط خالقان سریال، دیوید بنیاف و دی. بی. وایس نوشته شده و در مجموع هجدهمین قسمت سریال به‌شمار می‌رود. این قسمت بر اساس رمان «یورش شمشیرها» اثر جرج آر. آر. مارتین ساخته شده است، به‌ویژه فصل‌های ۳۰، ۳۵، ۳۷ و ۴۸ (جان ۴، کتلین ۴، جیمی ۵ و سم‌ول ۳).[۱]
نقش نوزاد گیلی، که در قسمت چهارم و در صحنه اول «صعود» ظاهر می‌شود، توسط آریا هاسون ده‌ماهه – که به نام آریا استارک نام‌گذاری شده – از شهر واترساید در دری ایفا شده است.